# Taśma (wspinaczka)

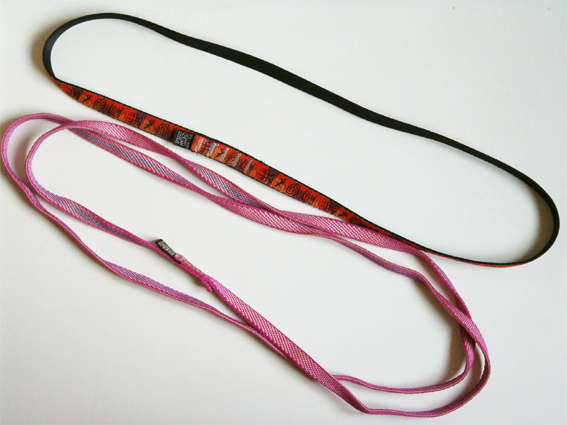
Zszywane pętle z taśmy, przeznaczone do asekuracji

Taśma – we wspinaczce, odpowiednik liny lub repsznura o płaskim przekroju poprzecznym, wykonany z tkaniny zawierającej włókna poliamidowe, z dyneemy, lub mieszane, stosowany do wykonywania rozmaitych elementów układu asekuracyjnego, takich jak:
- pętle z taśmy, zszywane lub wiązane węzłem taśmowym równoległym, służące do wykonania autoasekuracji, stanowisk, lub przekładane przez bloki i ucha skalne w celu założenia punktu asekuracyjnego
- elementy składowe uprzęży, w tym pasa biodrowego, pasów udowych i łączników uprzęży
- ekspresy - złożony na trzy części i zszyty odcinek taśmy tworzy sztywną pętlę łączącą karabinki tworzące ekspres
- tasiemki umożliwiające wpięcie karabinków lub ekspresów do friendów i heksów

W związku z użyciem w charakterze środków zabezpieczenia osobistego, taśmy stosowane we wspinaczce muszą posiadać określoną wytrzymałość, potwierdzoną certyfikatami norm EN 566, CE 0082 oraz atestem UIAA. Istotna jest tu nie tylko wytrzymałość na rozerwanie (dla pętli z taśmy, na ogół, co najmniej 22 kN), ale również szczególnie duża odporność na próby przecinania i przecierania ostrymi krawędziami, oraz odporność włókien i szwów na działanie zmiennych warunków atmosferycznych i promieniowania ultrafioletowego. W celu zwiększenia odporności na przecinanie ostrymi krawędziami, taśmy wykonuje się najczęściej w postaci płasko zszytej lub sprasowanej tulei (rury) - tak wykonana taśma nosi nazwę taśmy rurowej. 
W porównaniu z repsznurem taśma posiada następujące zalety:
- może być łatwo zszyta odpowiednim szwem; w porównaniu z użytym do tego samego celu węzłem taśmy zszywane mają większą wytrzymałość i są wygodniejsze w użyciu
- dzięki większej szerokości, taśma jest bardziej odporna na przecięcie w wyniku uderzenia spadającym kamieniem lub dociśnięcia do ostrej krawędzi skalnej o nieregularnych brzegach
- dzięki płaskiemu przekrojowi, pętla z taśmy trudniej się zsuwa z bloków skalnych

Wadą taśmy (w porównaniu z repsznurem wykonanym z tego samego materiału i o tej samej wytrzymałości) jest większa podatność na niszczące działanie promieniowania ultrafioletowego.